# NGC 6166D
NGC 6166D је лентикуларна галаксија у сазвежђу Херкул која се налази на NGC листи објеката дубоког неба.
Деклинација објекта је + 39° 31' 8" а ректасцензија 16h 28m 39,1s. Привидна величина (магнитуда) објекта NGC 6166 износи 14,8 а фотографска магнитуда 15,8. NGC 6166D је још познат и под ознакама MCG 7-34-56, PGC 58262.